# Borgo a Mozzano
Borgo a Mozzano – miejscowość i gmina we Włoszech, w regionie Toskania, w prowincji Lukka.
Według danych na rok 2004 gminę zamieszkiwały 7354 osoby, 102,1 os./km².

## Miasta partnerskie
- Martorell, Hiszpania
- Ålesund, Norwegia
- Treviolo, Włochy

Miejscowość, która słynie ze swego mostu - Św. Magdaleny (St. Maddalena) - powszechnie znanym jako Most Diabła - Ponte del Diavolo. Oficjalnie datowany na 1322 r. Ostatni raz przebudowany w początkach XX wieku, kiedy zmieniono zachodnie przęsło celem poprowadzenia linii kolejowej. Przebudowa ta zmieniła wygląd mostu i nieco zaburzyła pierwotny rytm łuków przęseł. Most niezwykły kształtem, ogromnie wysoki w swym najwyższym punkcie, wąski i pozbawiony stopni. Bajeczny, nierealny, jakby nie z tego świata.

## Legenda
W lokalnej tradycji istnieje legenda powstania mostu, który miał być, po nieskutecznych próbach budowy, ukończony przez diabła w zamian za duszę pierwszego przechodnia przekraczającego rzekę. Oszukany diabeł (pierwszy przebiegł pies) skacząc z mostu kopnął jego przęsło, które uniosło się w nienaturalnym kształcie.

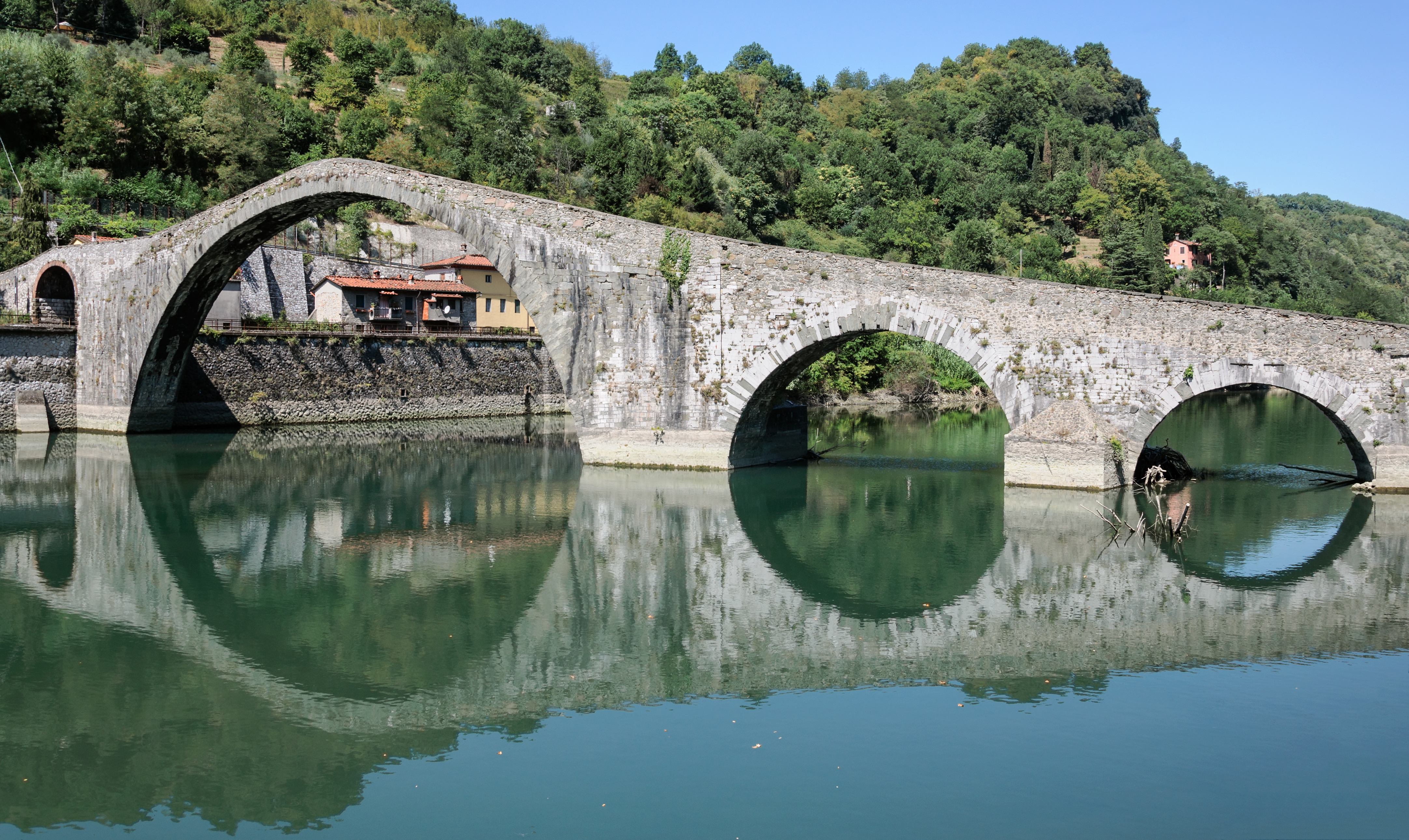
Most Diabła - zachodnie przęsło, przecięte linią kolejową